# يحيى بن داود
يحيى بن داود الشهير بـ ابن ممدود الأمير أبو صالح الخرسي من أهل خراسان، قائد عباسي، ولى ولاية مصر من أواخر سنة 162 هـ/779 إلى سنة 164 هـ/780م.

## ولايته على مصر
ولي مصر من قبل أبو عبد الله محمد المهدي على الصلاة والخراج بعد عزل منصور بن يزيد عنها في ذي الحجة سنة 162 هـ، ولما قدم مصر سكن المعسكر، وجعل على شرطته عسامة بن عمرو وكان أبو صالح تركيًا وفيه شدة بأس وقوة مع معرفة وتدبير، حارب قطاع الطرق وأبادهم وقتل منهم جماعة، فتزايدت هيبته في قلوب الناس، فكان يمنع الناس من غلق الحروب والأبواب وغلق الحوانيت حتى جعلوا عليها «شرائح» القصب والشباك لمنع الكلاب من دخولها في الليل، وهو أول من صنع ذلك بمصر، فكان ينادي بمصر ويقول: «من ضاع له شيء فعلي أداؤه».
ومنع حراس الحمامات أن يجلسوا فيها وقال: «من راح له شيء فأنا أقوم له به من مالي». يقول ابن تغري: «قاسى أهل مصر منه شدائد غير أن البلاد ومصر كانت في أيامه في غاية الأمن». وقيل: إن أبا جعفر المنصور كان إذا ذكره يقول: هو رجل يخافني، ولا يخاف الله.
واستمر على إمرة مصر إلى أن عزله الخليفة محمد المهدي بسالم بن سواعة في محرم سنة 164 هـ/780م، وفرح المصريون بعزله عنهم، فكانت ولايته على مصر سنة وشهرًا إلا أيامًا.